# Ñuñorco Monteros
Club Atlético Ñuñorco – argentyński klub piłkarski z siedzibą w mieście Monteros, leżącym w prowincji Tucumán.

## Osiągnięcia
- Awans do trzeciej ligi Torneo Argentino A: 1997/98
- Mistrz ligi prowincjonalnej Liga Tucumana de Fútbol (2): 1998, 2000

## Historia
Klub założony został 22 lipca 1941 roku. Po awansie do Torneo Argentino A w 1998 roku klub rozegrał w trzeciej lidze kilka sezonów, by w końcu w sezonie 2005/06 spaść z powrotem do Torneo Argentino B, w którym gra obecnie.